# Chlamydopsis chadster
Chlamydopsis chadster är en skalbaggsart som beskrevs av Michael S. Caterino 2007. Chlamydopsis chadster ingår i släktet Chlamydopsis och familjen stumpbaggar. Inga underarter finns listade i Catalogue of Life.